# Llista de cràters de Tetis
En aquest article només es mostra els noms oficials aprovats per la Unió Astronòmica Internacional (UAI).
Aquesta és una llista de cràters amb nom de Tetis, una de les moltes llunes de Saturn, descoberta el 1684 per Giovanni Cassini (1625-1712).
El 2019, els 50 cràters amb nom de Tetis representaven el 0,91% dels 5475 cràters amb nom del Sistema Solar. Altres cossos amb cràters amb nom són Amaltea (2), Ariel (17), Cal·listo (142), Caront (6), Ceres (115), Dàctil (2), Deimos (2), Dione (73), Encèlad (53), Epimeteu (2), Eros (37), Europa (41), Febe (24), Fobos (17), Ganímedes (132), Gaspra (31), Hiperió (4), Ida (21), Itokawa (10), Janus (4), Japet (58), Lluna (1624), Lutècia (19), Mart (1124), Mathilde (23), Mercuri (402), Mimas (35), Miranda (7), Oberó (9), Plutó (5), Proteu (1), Puck (3), Rea (128), Šteins (23), Tebe (1), Terra (190), Tità (11), Titània (15), Tritó (9), Umbriel (13), Venus (900), i Vesta (90).

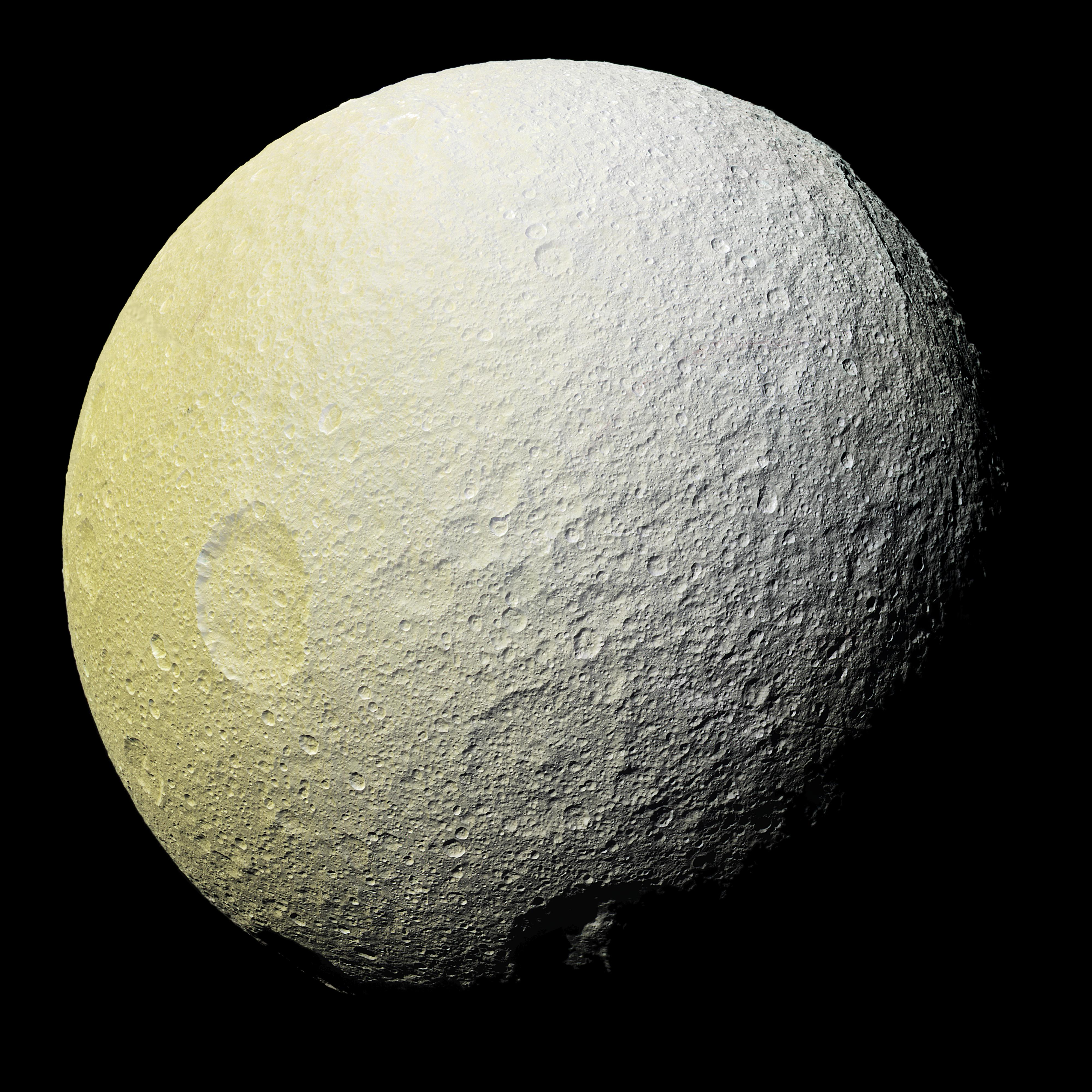
Imatge de Tetis presa per la sonda espacial Cassini a 53.000 km de distància, 2015
Mapa topogràfic de Tetis, 2014

La superfície de Tetis està densament coberta de cràters i conté nombroses esquerdes causades per falles en el gel. L'hemisferi occidental de Tetis està dominat per un enorme cràter d'impacte anomenat Odysseus. Té 445 km de diàmetre, gairebé 2/5 del diàmetre de Tetis (1.073 km). Quan el cràter es va formar devia tenir un alt anell de muntanyes i els pics centrals típics dels cràters de la Lluna i Mercuri però actualment és força pla, com els cràters de Cal·listo. Això és degut probablement a l'enfonsament de la fràgil crosta de gel de Tetis al llarg de milions d'anys.

## Llista
Els cràters de Tetis porten els noms de personatges i llocs vinculats al poema èpic Odissea d'Homer.
La latitud i la longitud es donen com a coordenades planetogràfiques amb longitud oest (+ Oest; 0-360).
| Cràter       | Coordenades                              | Diàmetre (km) | Epònim | Ref.  |
| ------------ | ---------------------------------------- | ------------- | --- | ----- |
| Achiles      | 0° 36′ N, 324° 23′ O / 0.6°N,324.38°O    | 58,60         | Aquil·les - Fill de Peleu i Tetis, comandant dels Mirmídons a la Guerra de Troia                             | WGPSN |
| Aietes       | 41° 26′ S, 6° 14′ O / 41.44°S,6.23°O     | 91,00         | Eetes - Germà de la bruixa Circe.                                                                            | WGPSN |
| Ajax         | 28° 25′ S, 282° 00′ O / 28.41°S,282°O    | 88,00         | Àiax el Gran - Heroi grec, el segon després d'Aquil·les.                                                     | WGPSN |
| Alcinous     | 30° 19′ N, 212° 37′ O / 30.31°N,212.61°O | 50,00         | Alcínou - Rei dels feacis, marit d'Arete, pare de Nausica.                                                   | WGPSN |
| Amphinomus   | 14° 52′ S, 128° 42′ O / 14.87°S,128.7°O  | 13,60         | Amfínom - Un dels pretendents de Penèlope, mort per Telèmac.                                                 | WGPSN |
| Anticleia    | 51° 19′ N, 32° 22′ O / 51.31°N,32.37°O   | 100,70        | Anticlea - Mare d'Odisseu.                                                                                   | WGPSN |
| Antinous     | 59° 53′ S, 286° 06′ O / 59.89°S,286.1°O  | 138,00        | Antínous - Un dels pretendents de Penèlope, mort per Odisseu.                                                | WGPSN |
| Arete        | 4° 40′ S, 299° 00′ O / 4.67°S,299°O      | 13,00         | Arete - Esposa d'Alcínou, mare de Nausica. Aquest cràter s'utilitza per definir el primer meridià de Tetis.  | WGPSN |
| Circe        | 12° 36′ S, 54° 36′ O / 12.6°S,54.6°O     | 79,00         | Circe - Bruixa que va convertir als companys d'Odisseu en porcs.                                             | WGPSN |
| Demodocus    | 59° 22′ S, 18° 13′ O / 59.37°S,18.21°O   | 125,00        | Demódoc - Aede cec feaci de la cort d'Alcínou.                                                               | WGPSN |
| Diomedes     | 38° 07′ N, 289° 25′ O / 38.12°N,289.42°O | 48,57         | Diomedes - Fill de Tideu, rei d'Argos.                                                                       | WGPSN |
| Dolius       | 30° 09′ S, 210° 20′ O / 30.15°S,210.33°O | 190,00        | Dolios - Criat ancià de Penèlope.                                                                            | WGPSN |
| Elpenor      | 53° 26′ N, 263° 41′ O / 53.43°N,263.69°O | 60,00         | Elpènor - Company d'Odisseu.                                                                                 | WGPSN |
| Euanthes     | 7° 52′ N, 238° 55′ O / 7.86°N,238.91°O   | 33,00         | Evantes - Pare de Maró.                                                                                      | WGPSN |
| Eumaeus      | 23° 06′ N, 51° 07′ O / 23.1°N,51.12°O    | 30,00         | Eumeu - El més fidel dels servidors d'Odisseu.                                                               | WGPSN |
| Eupithes     | 18° 43′ N, 171° 13′ O / 18.71°N,171.21°O | 22,30         | Eupites - Pare de Antínous.                                                                                  | WGPSN |
| Eurycleia    | 52° 32′ N, 246° 30′ O / 52.54°N,246.5°O  | 31,00         | Euriclea - La dida d'Odisseu.                                                                                | WGPSN |
| Eurylochus   | 5° 04′ S, 27° 41′ O / 5.07°S,27.68°O     | 44,80         | Euríloc - Segon al comandament, després d'Odisseu.                                                           | WGPSN |
| Eurymachus   | 35° 39′ S, 65° 00′ O / 35.65°S,65°O      | 38,40         | Eurímac - Un dels pretendents de Penèlope, mort per Odisseu.                                                 | WGPSN |
| Halius       | 44° 24′ N, 4° 58′ O / 44.4°N,4.96°O      | 29,50         | Hali - Fill d'Alcínou i Arete.                                                                               | WGPSN |
| Hermione     | 38° 24′ S, 148° 41′ O / 38.4°S,148.69°O  | 68,20         | Hermione - Filla de Menelau i Helena.                                                                        | WGPSN |
| Icarus       | 5° 53′ S, 305° 51′ O / 5.89°S,305.85°O   | 54,40         | Ícari - Pare de Penèlope.                                                                                    | WGPSN |
| Irus         | 27° 00′ S, 244° 49′ O / 27°S,244.81°O    | 26,50         | Iro - Captaire d'Ítaca.                                                                                      | WGPSN |
| Laertes      | 46° 22′ S, 67° 28′ O / 46.36°S,67.46°O   | 51,13         | Laertes - Pare d'Odisseu.                                                                                    | WGPSN |
| Leocritus    | 21° 32′ N, 118° 40′ O / 21.53°N,118.66°O | 12,50         | Leòcrit - Un dels pretendents de Penèlope, mort per Telèmac.                                                 | WGPSN |
| Leucothea    | 4° 16′ S, 123° 50′ O / 4.26°S,123.84°O   | 13,80         | Leucòtea - El nom d'Ino després que es convertís en una deessa.                                              | WGPSN |
| Maron        | 2° 31′ N, 119° 20′ O / 2.52°N,119.33°O   | 11,80         | Maró - Fill d'Evantes, sacerdot d'Apol·lo a Ísmaros.                                                         | WGPSN |
| Medon        | 25° 30′ N, 143° 19′ O / 25.5°N,143.31°O  | 18,70         | Medont - Herald dels pretendents de Penèlope. Odisseu li va perdonar la vida per salvar al seu fill Telèmac. | WGPSN |
| Melanthius   | 58° 30′ S, 192° 37′ O / 58.5°S,192.61°O  | 250,00        | Melanci - Pastor de cabres que es relaciona amb els pretendents de Penèlope.                                 | WGPSN |
| Mentor       | 0° 15′ N, 44° 10′ O / 0.25°N,44.16°O     | 62,00         | Mèntor - Amic d'Odisseu, a qui li va confiar l'educació del seu fill Telèmac.                                | WGPSN |
| Naubolos     | 72° 11′ S, 305° 11′ O / 72.19°S,305.18°O | 54,50         | Naubolos - Pare d'Eurial.                                                                                    | WGPSN |
| Nausicaa     | 84° 24′ N, 5° 00′ O / 84.4°N,5°O         | 69,00         | Nausica - Filla d'Alcínou, qui va trobar a Odisseu.                                                          | WGPSN |
| Neleus       | 19° 23′ S, 25° 43′ O / 19.38°S,25.72°O   | 37,60         | Neleu - Fill de Posidó i de Tiro, pare de Nèstor.                                                            | WGPSN |
| Nestor       | 54° 00′ S, 64° 49′ O / 54°S,64.81°O      | 38,20         | Nèstor - Rei de Pilos d'Èlide.                                                                               | WGPSN |
| Odysseus     | 32° 49′ N, 128° 53′ O / 32.82°N,128.89°O | 445,00        | Odisseu - Protagonista de l'Odissea.                                                                         | WGPSN |
| Oenops       | 28° 08′ N, 93° 26′ O / 28.13°N,93.44°O   | 25,70         | Oenops - Pare del Leode, pretendent de Leode.                                                                | WGPSN |
| Ormenus      | 20° 23′ S, 43° 51′ O / 20.39°S,43.85°O   | 39,80         | Hormeni - Pare de Ctesi, avi d'Eumeu.                                                                        | WGPSN |
| Penelope     | 10° 50′ S, 249° 13′ O / 10.83°S,249.22°O | 207,50        | Penèlope - Esposa d'Odisseu.                                                                                 | WGPSN |
| Periboea     | 8° 00′ N, 34° 52′ O / 8°N,34.86°O        | 51,00         | Peribea - Mare de Nausítou.                                                                                  | WGPSN |
| Phemius      | 11° 19′ N, 286° 13′ O / 11.32°N,286.22°O | 75,90         | Femi - Aede de la cort d'Odisseu.                                                                            | WGPSN |
| Philoetius   | 2° 19′ N, 184° 43′ O / 2.32°N,184.71°O   | 28,30         | Fileci - Encarregat dels ramats d'Odisseu.                                                                   | WGPSN |
| Polycaste    | 1° 23′ N, 86° 25′ O / 1.38°N,86.41°O     | 23,00         | Policasta - Filla de Nèstor.                                                                                 | WGPSN |
| Polyphemus   | 3° 29′ S, 282° 59′ O / 3.48°S,282.98°O   | 73,00         | Polifem - Ciclop que va ferir Odisseu.                                                                       | WGPSN |
| Poseidon     | 55° 43′ S, 101° 18′ O / 55.71°S,101.3°O  | 63,00         | Posidó - Fill de Cronos, germà de Zeus, déu del mar.                                                         | WGPSN |
| Rhexenor     | 75° 38′ S, 65° 13′ O / 75.63°S,65.22°O   | 38,00         | Ressenor - Germà de Alcínou.                                                                                 | WGPSN |
| Salmoneus    | 1° 46′ S, 335° 11′ O / 1.77°S,335.18°O   | 93,00         | Salmoneu - Pare de Tiro.                                                                                     | WGPSN |
| Teiresias    | 60° 23′ N, 0° 50′ O / 60.39°N,0.83°O     | 14,50         | Tirèsias - Endeví cec de Tebes.                                                                              | WGPSN |
| Telemachus   | 54° 00′ N, 339° 23′ O / 54°N,339.38°O    | 92,00         | Telèmac - Fill d'Odisseu.                                                                                    | WGPSN |
| Telemus      | 34° 32′ S, 356° 53′ O / 34.53°S,356.89°O | 320,00        | Telemos - Ciclop profeta que va avisar a Polifem que perdrà l'ull.                                           | WGPSN |
| Theoclymenus | 14° 26′ S, 205° 38′ O / 14.43°S,205.63°O | 34,30         | Teoclimen - Profeta fugitiu que es refugia al vaixell de Telèmac.                                            | WGPSN |